# Municipio de Sassafras Fork
El municipio de Sassafras Fork (en inglés: Sassafras Fork Township) es un municipio ubicado en el  condado de Granville en el estado estadounidense de Carolina del Norte. En el año 2010 tenía una población de 2.831 habitantes.

## Geografía
El municipio de Sassafras Fork se encuentra ubicado en las coordenadas 36°28′40.51″N 78°33′35″O / 36.4779194, -78.55972.